# 愛しあう事しかできない
『愛しあう事しかできない』（あいしあうことしかできない）は、桜沢エリカによる日本の漫画作品。『FEEL YOUNG』（祥伝社）において、1995年に連載された。1998年にはココナッツジャパンエンターテイメントよりPlayStation用ゲームソフトが発売され、2008年には映画化された。

## ゲーム
キャスト
- なな子 - 浅川悠
- 悦史 - 松田健治
- 慎 - 鈴村健一
- 光彦 - 鳥海浩輔
- ミツル - 細井治
- マーコ - 仙田智史
- 大河望

## 映画
キャスト
- なな子 - 武田真理子
- 悦史 - 唐橋充
- 慎 - 藤田玲
- 光彦 - 高山猛久
- 村田充
- KABA.ちゃん
- 姫宮なぎさ

スタッフ
- 監督 - 有賀達也

## 書誌情報
桜沢エリカ 『愛しあう事しかできない』 祥伝社〈FC gold〉、全1巻
- 1巻、1995年4月15日発行、ISBN 978-4396761271